# Macedonia (provincia romana)
La provincia romana de Macedonia (en latín, Macedonia) fue una provincia romana establecida oficialmente en 146 a. C., después de que el general romano Quinto Cecilio Metelo derrotara a Andrisco de Macedonia en 148 a. C., y las cuatro repúblicas clientes de Roma en la región fueran disueltas. La nueva provincia estaba formada por Macedonia, Epiro, Tesalia, y partes de Iliria, Peonia y Tracia.
La provincia romana de Macedonia abarcaba toda la extensión de territorio que va desde el Adriático hasta el río Nesto de oeste a este, y desde la línea que forman los montes Escardo, Orbelo y el extremo occidental del Ródope hasta Tesalia y el Epiro en el sur.
Por otra parte, dentro de la misma se distinguía entre la Macedonia Inferior y la Macedonia Superior. La primera se correspondía con la región de Macedonia contigua al mar, limitado por el Peneo, que la separaba de Tesalia y Magnesia, y por el río Haliacmón, que la separaba de la Macedonia Superior. Esta última también llamada Libre, se correspondía con la región interior de Macedonia, comprendiendo los territorios de Linco, Pelagonia, Oréstide y Elimia al oeste del Haliacmón.

## Descripción

### Organización
Tras las reformas de Diocleciano a finales del siglo III, Epirus Vetus fue dividida y en algún momento del siglo IV, la provincia de Macedonia en sí fue dividida en Macedonia Prima (en el sur) y Macedonia Salutaris (en el norte). 
Estas provincias estaban todas subordinadas a la diócesis de Macedonia, una de las tres diócesis que fueron incluidas en la prefectura pretoriana de Ilírico, organizada en 318. Cuando la prefectura de Ilírico fue dividida entre el Imperio romano de Occidente y el Imperio de Oriente en 379, las provincias macedonias fueron incluidas en Ilírico Oriental. Con la división permanente del Imperio en 395, Macedonia pasó al Oriental, que más tarde evolucionaría para convertirse en el imperio bizantino.

Las provincias romanas de Epirus vetus y Epirus nova en relación con los límites modernos.

### Epirus Vetus
Epirus vetus o Epiro Antiguo fue una provincia en el Imperio romano que se corresponde con la región de Epiro. Entre el año 146 a. C. y 395, fue incorporado a la provincia romana de Macedonia. La capital de Epirus vetus fue Nicópolis, una ciudad fundada por Octaviano en memoria de su victoria sobre Antonio y Cleopatra en Accio.

### Epirus Nova
Epirus nova o Epiro Nuevo o Illyria Graeca o Illyris proper fue una provincia del Imperio romano establecida por Diocleciano (244-311) durante su reestructuración de los límites provinciales. La provincia, perteneciente a la provincia romana de Macedonia. Más tarde se convirtió en un thema del Imperio bizantino. Dirraquio (o Epidamno) fue establecida como la capital de Epirus nova. La región de Epirus Nova se corresponde con una parte de Iliria que era ahora en parte helénica y en parte helenizada. La región era la línea de división entre las provincias de Ilírico y Macedonia. La región padeció terribles terremotos.
Los ostrogodos guiados por Teodorico fueron detenidos en Epirus nova por Sabiniano. Entraron en 479, donde permanecieron hasta 482.
Una figura importante de la Macedonia romana es el santo patrón de la ciudad de Salónica, San Demetrio, que fue martirizado en 306.

### Economía de la Macedonia romana

El Imperio romano bajo Adriano (gobernó 117-38), mostrando la provincia senatorial de Macedonia en el sureste de Europa.

El reinado de Augusto fue el comienzo de un largo periodo de paz, prosperidad y riqueza para Macedonia, aunque si bien su importancia en la posición económica del mundo romano disminuía comparada con su vecino, Asia Menor.
La economía fue muy estimulada con la construcción de la Vía Egnatia, la instalación de comerciantes romanos en las ciudades, y la fundación de colonias romanas. El gobierno imperial llevó, con sus carreteras y sistema administrativo, a un bum económico, que benefició tanto a la clase gobernante romana como a las clases más bajas. Con vastas tierras de cultivo y ricos pastos, las grandes familias gobernantes amasaron enormes fortunas en una sociedad basada en el trabajo esclavista.
La mejoría de las condiciones de vida de las clases productivas llevó a un aumento del número de artesanos en la región. Canteros, mineros, herreros, etc. fueron empleados en cada tipo de actividad comercial y de artesanía. Los griegos fueron ampliamente empleados como tutores, educadores y doctores a lo largo del mundo romano.
Las exportaciones estaban basadas esencialmente en la agricultura y el ganado, mientras que el hierro, cobre, y oro y los productos como la madera, resina, brea, cáñamo, lino y pescado ern también exportados. Otra fuente de riqueza eran los puertos de la zona, como los de Díon, Pella, Tesalónica y Casandrea.

## Difusión del cristianismo en la provincia
En la ciudad de Filipos, fundada por el rey Filipo II existió una naciente comunidad cristiana, a la cual el apóstol Pablo, escribe alrededor del año 61 la Epístola a los filipenses.